# 第十一届全国人民代表大会各专门委员会
第十一届全国人民代表大会各专门委员会是中华人民共和国第十一届全国人民代表大会设立的专门委员会，任期由2008年3月至2013年3月。
1982年公布施行的《中华人民共和国宪法》第七十条规定：“全国人民代表大会设立民族委员会、法律委员会、财政经济委员会、教育科学文化卫生委员会、外事委员会、华侨委员会和其他需要设立的专门委员会。在全国人民代表大会闭会期间，各专门委员会受全国人民代表大会常务委员会的领导。”第十一届全国人民代表大会设立9个专门委员会：民族委员会、法律委员会、内务司法委员会、财政经济委员会、教育科学文化卫生委员会、外事委员会、华侨委员会、环境与资源保护委员会、农业与农村委员会。
2008年3月5日第十一届全国人民代表大会第一次会议通过财政经济委员会组成人员名单。
2008年3月17日第十一届全国人民代表大会第一次会议通过民族委员会、法律委员会、内务司法委员会、教育科学文化卫生委员会、外事委员会、华侨委员会、环境与资源保护委员会、农业与农村委员会组成人员名单。
2008年4月24日第十一届全国人民代表大会常务委员会第二次会议任命部分专门委员会副主任委员。
2008年10月28日第十一届全国人民代表大会常务委员会第五次会议决定接受朱志刚辞去财政经济委员会副主任委员职务的请求，报请第十一届全国人民代表大会第二次会议确认。
2008年12月27日第十一届全国人民代表大会常务委员会第六次会议任免部分专门委员会副主任委员、委员。
2009年2月28日第十一届全国人民代表大会常务委员会第七次会议任命财政经济委员会副主任委员。
2009年12月26日第十一届全国人民代表大会常务委员会第十二次会议任命部分专门委员会副主任委员、委员。
2010年2月26日第十一届全国人民代表大会常务委员会第十三次会议任命部分专门委员会副主任委员。
2010年3月14日第十一届全国人民代表大会第三次会议决定：确认第十一届全国人民代表大会常务委员会第十二次会议关于接受李东生辞去教育科学文化卫生委员会委员职务的请求的决定。
2010年4月29日第十一届全国人民代表大会常务委员会第十四次会议任命法律委员会副主任委员。
2010年6月25日第十一届全国人民代表大会常务委员会第十五次会议任命部分专门委员会副主任委员、委员。
2010年8月28日第十一届全国人民代表大会常务委员会第十六次会议任命部分专门委员会副主任委员。
2010年10月28日第十一届全国人民代表大会常务委员会第十七次会议任命部分专门委员会副主任委员、委员。
2010年12月25日第十一届全国人民代表大会常务委员会第十八次会议任命部分专门委员会副主任委员、委员。
2011年2月25日第十一届全国人民代表大会常务委员会第十九次会议决定接受倪岳峰辞去环境与资源保护委员会副主任委员职务的请求，报请第十一届全国人民代表大会第四次会议确认。2011年3月14日第十一届全国人民代表大会第四次会议确认。
2011年2月25日第十一届全国人民代表大会常务委员会第十九次会议任命部分专门委员会副主任委员。
2011年4月22日第十一届全国人民代表大会常务委员会第二十次会议任命环境与资源保护委员会副主任委员。
2011年6月30日第十一届全国人民代表大会常务委员会第二十一次会议任命民族委员会副主任委员。
2011年12月31日第十一届全国人民代表大会常务委员会第二十四次会议任命部分专门委员会副主任委员。
2012年2月29日第十一届全国人民代表大会常务委员会第二十五次会议任命农业与农村委员会副主任委员。

## 民族委员会
2008年3月17日通过：
- 主任委员：马启智（回族）
- 副主任委员：列确（藏族）、周声涛、陆兵（壮族）、阿不都热依木·阿米提（维吾尔族）、雷鸣球、牟本理、嘉木样·洛桑久美·图丹却吉尼玛（藏族）、哈斯巴根（蒙古族）
- 委员（按姓名笔划排列）：龙刚（苗族）、田玉科（女，土家族）、达列力汗·马米汗（哈萨克族）、杨贵新（女，侗族）、余振贵（回族）、邹萍（女，彝族）、张美兰（女，哈尼族）、卓新平（土家族）、金硕仁（朝鲜族）、高洪（白族）、唐世礼（女，布依族）、雪克来提·扎克尔（维吾尔族）、符桂花（女，黎族）、彭祖意（瑶族）、粟戎生（侗族）、赫冀成（满族）、管国芳（女，傣族）、谭永华[2]

2009年12月26日任命：
- 委员：洛桑灵智多杰（藏族）[4]

2011年2月25日任命：
- 副主任委员：刘胜玉、孙大发[10]

2011年6月30日任命：
- 副主任委员：雪克来提·扎克尔（维吾尔族）[12]

## 法律委员会
2008年3月17日通过：
- 主任委员：胡康生
- 副主任委员：张柏林、刘锡荣、洪虎、乔晓阳、李适时、李重庵、孙安民
- 委员（按姓名笔划排列）：王利明、石泰峰、李飞、李连宁、吴晓华、沈春耀、陈斯喜、范方平、周玉清、周光权、胡彦林、信春鹰（女）、莫文秀（女）、徐显明、章百家、梁慧星[2]

2008年12月27日免去：
- 委员：陈斯喜[3]

2010年4月29日任命：
- 副主任委员：胡彦林[13]

## 内务司法委员会
2008年3月17日通过：
- 主任委员：黄镇东
- 副主任委员：张学忠、许永跃、刘振华、白景富、隋明太、姜兴长、汪毅夫、辜胜阻
- 委员（按姓名笔划排列）：王澜明、朱启、朱曙光、乔传秀（女）、李建华、李惠东（回族）、李慎明、何晔晖（女）、陈秀榕（女）、周本顺、郑功成、郎胜、赵锡君、楚鸿彦、鲍绍坤、褚平、戴玉忠[2]

2008年12月27日任命：
- 副主任委员：陈斯喜[3]

2010年2月26日任命：
- 副主任委员：吴双战[5]

2010年6月25日任命：
- 委员：唐宪强[6]

2010年8月28日任命：
- 副主任委员：陈建国[7]

2010年12月25日任命：
- 委员：高新亭[9]

## 财政经济委员会
2008年3月5日通过：
- 主任委员：石秀诗
- 副主任委员：闻世震、汪恕诚、牟新生、韩寓群、朱志刚、赵可铭、吴晓灵（女）、贺铿、乌日图（蒙古族）、郝如玉
- 委员（按姓名笔划排列）：马之庚、王明权、尹中卿、冯淑萍（女）、吕薇（女）、朱继民、刘自强、汤小泉（女）、芮清凯、李卫、李本公、杨岳、何晓卫、陈佳贵、陈耕、周坚卫、胡浩、侯义斌、崔俊慧、屠海令、谢经荣[2]

2008年10月28日接受辞职：
- 副主任委员：朱志刚[14]

2008年12月27日任命：
- 副主任委员：尹中卿[3]

2009年2月28日任命：
- 副主任委员：高强[15]

2009年12月26日任命：
- 副主任委员：储波、徐光春[4]

2010年2月26日任命：
- 副主任委员：彭小枫[5]

2010年10月28日任命：
- 委员：甘道明[8]

2010年12月25日任命：
- 副主任委员：梁保华[9]

## 教育科学文化卫生委员会
2008年3月17日通过：
- 主任委员：白克明
- 副主任委员：宋法棠、徐荣凯、李志坚、金炳华、李树文、唐天标、王佐书、程津培、任茂东
- 委员（按姓名笔划排列）：丁仲礼、马力（女）、马德秀（女）、王文荣、王陇德、方新（女）、冯长根、朱文泉、朱永新、刘长瑜（女）、刘新成、刘德培、许江、许智宏、严以新、李东生、李牧、吴启迪（女）、吴忠泽、沈岩、张诗明、庞丽娟（女）、郑荃、姚建年、秦绍德、谢维和[2]

2010年2月26日任命：
- 副主任委员：刘永治[5]

2010年3月14日确认接受辞职：
- 委员：李东生[16]

2010年8月28日任命：
- 副主任委员：石宗源（回族）[7]

2010年12月25日任命：
- 委员：刘东辉[9]

2011年12月31日任命：
- 副主任委员：吴恒[11]

## 外事委员会
2008年3月17日通过：
- 主任委员：李肇星
- 副主任委员：郑斯林、南振中、卢钟鹤、姜福堂、马文普、查培新、齐续春（满族）、郭雷
- 委员（按姓名笔划排列）：江亦曼（女）、李义虎、杨慧珠（女）、张富生、金矛、姜吉初、徐根初、高之国、曹卫洲、裴怀亮[2]

2010年2月26日任命：
- 副主任委员：刘镇武[5]

2010年10月28日任命：
- 副主任委员：刘冬冬[8]

2011年12月31日任命：
- 副主任委员：陆浩[11]

## 华侨委员会
2008年3月17日通过：
- 主任委员：高祀仁
- 副主任委员：虞云耀、陈玉杰（女）、黄丽满（女）、杨德清、李祖沛、梁国扬、杨邦杰
- 委员（按姓名笔划排列）：王守初（女）、王建民、王章、申丹（女）、李玉、李昭玲（女）、李欲晞、张瑞、陈伟兰（女）、陈希滔、黄跃金、黄燕明

2008年4月24日任命：
- 副主任委员：于均波[2]

2010年2月26日任命：
- 副主任委员：葛振峰[5]

2010年10月28日任命：
- 副主任委员：喻林祥[8]

2011年12月31日任命：
- 副主任委员：黄华华[11]

## 环境与资源保护委员会
2008年3月17日通过：
- 主任委员：汪光焘
- 副主任委员：曹伯纯、蒲海清、李传卿、黄智权、张文台、陈希明（女）、汪纪戎（女）、倪岳峰、袁驷
- 委员（按姓名笔划排列）：马福海（回族）、包瑞玲（女，蒙古族）、许志琴（女）、许健民、苏书岩、杨庚宇、何少苓（女）、汪超群、张兴凯、张洪飚、陈宜瑜、周原、郑申侠、孟伟、赵志祥、顾逸东、崔雷平、蒋庄德[2]

2009年12月26日任命：
- 副主任委员：张文岳、王鸿举[4]

2010年12月25日任命：
- 副主任委员：罗清泉[9]

2011年2月25日接受辞职，2011年3月14日确认：
- 副主任委员：倪岳峰[17][18]

2011年2月25日任命：
- 副主任委员：黄献中[10]

2011年4月22日任命：
- 副主任委员：黄小晶、王庆喜[19]

## 农业与农村委员会
2008年3月17日通过：
- 主任委员：王云龙
- 副主任委员：王云坤、孙文盛、张中伟、李乾元、尹成杰、索丽生
- 委员（按姓名笔划排列）：马昌裔（回族）、王明义、乌兰巴特尔（蒙古族）、包克辛、任正隆、华福周（女）、庄先、刘振伟、孙其信、李登海、李殿仁、张晓山、苟天林、梁衡、程贻举、蔡昉

2008年4月24日任命：
- 副主任委员：房凤友[2]

2008年12月27日任命：
- 副主任委员：刘振伟[3]

2010年2月26日任命：
- 副主任委员：符廷贵[5]

2010年6月25日任命：
- 副主任委员：王金山[6]

2010年12月25日任命：
- 委员：杨永茂[9]

2012年2月29日任命：
- 副主任委员：陈光国[20]